# Teodor Lubieniecki
Teodor Lubieniecki (n. cca. 1654, Czarkowy – d. 1718, Nowy Korczyn ) a fost un gravor și un pictor polonez de stil  baroc. Teodor este fratele pictorului polonez Krzysztof Lubieniecki.

## Date biografice

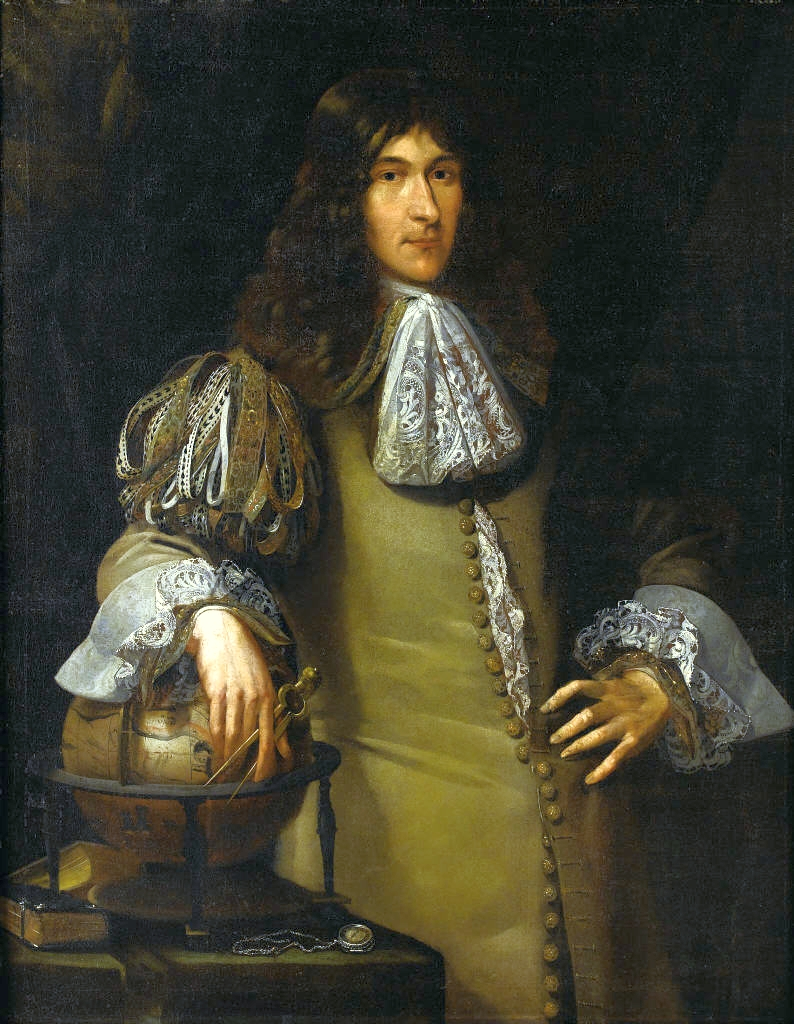
„Portretul unui om de ştiinţă”

Teodor (în traducere Bogdan) era cel puțin la fel de cunoscut ca fratele său Krzysztof. Teodor Lubieniecki s-a născut în orașul Czarkowy, din Polonia central sudică, într-o familie nobiliară de polonezi, care se considera că avea origini ariene și făceau parte din sectele protestante care proliferau o idee deformată a învățăturilor predicate de către preotul Aric, ce a trăit în Alexandria secolului al IV-lea, era noastră. Comunitatea arienilor fiind destul de influentă și numeroasă la acea vreme, avea biserica lor proprie  precum și o tipografie în orașul Rakov. Pe vremea domniilor regilor Zygmunt III Waza și Władysław IV Waza, arienii au fost prigoniți și o dată cu venirea anului 1658, dieta le-a dat un ultimatum prin care le cerea arienilor ca peste cel mult doi ani să părăsească țara și să-și vândă averile. În acest context istoric, familia Lubieniecki a fost nevoită să plece din Polonia și să se stabilească la Hamburg. Teodor a început să învețe tehnica desenului împreună cu fratele său Krzysztof la Hamburg, în atelierul lui Johann Georg Stuhr.
Ca și fratele său, Teodor se pregătea pentru o carieră militară. Mutându-se cu familia la Amsterdam, în anul 1675, împreună cu Krzysztof se înscrie la cursurile de pictură ce se desfășurau în atelierul, în vogă, a lui Gerard de Lairesse. Astfel, Teodor ajunge să fie camerierul marelui duce de Toscana, al guvernatorilor Brandenburgului și ai Hanovrei. Abandonând cariera militară, în anul 1690, se ocupă timp de șase ani de artele plastice, după care devine pictor la curtea lui Frederic I al Prusiei care era prinț elector de Brandenburg și din anul 1701 rege al Prusiei. Între anii 1702 și 1706 deține funcția de rector al Academiei de Arte de la Berlin. După 1706 se reîntoarce în Polonia, trecând prin Dresda.

## Galerie de imagini

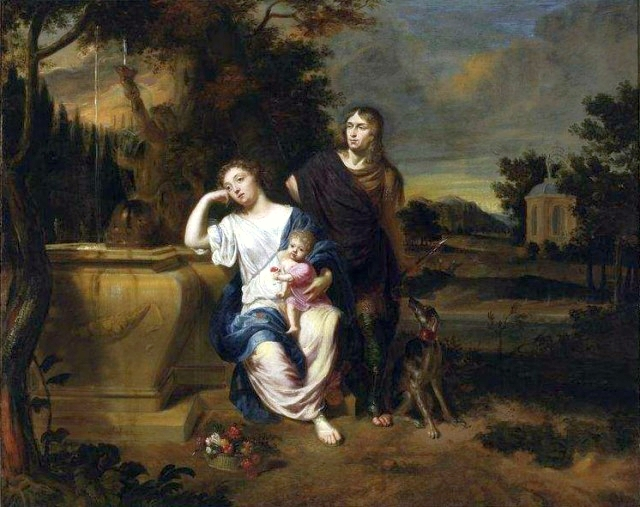
„Familia”
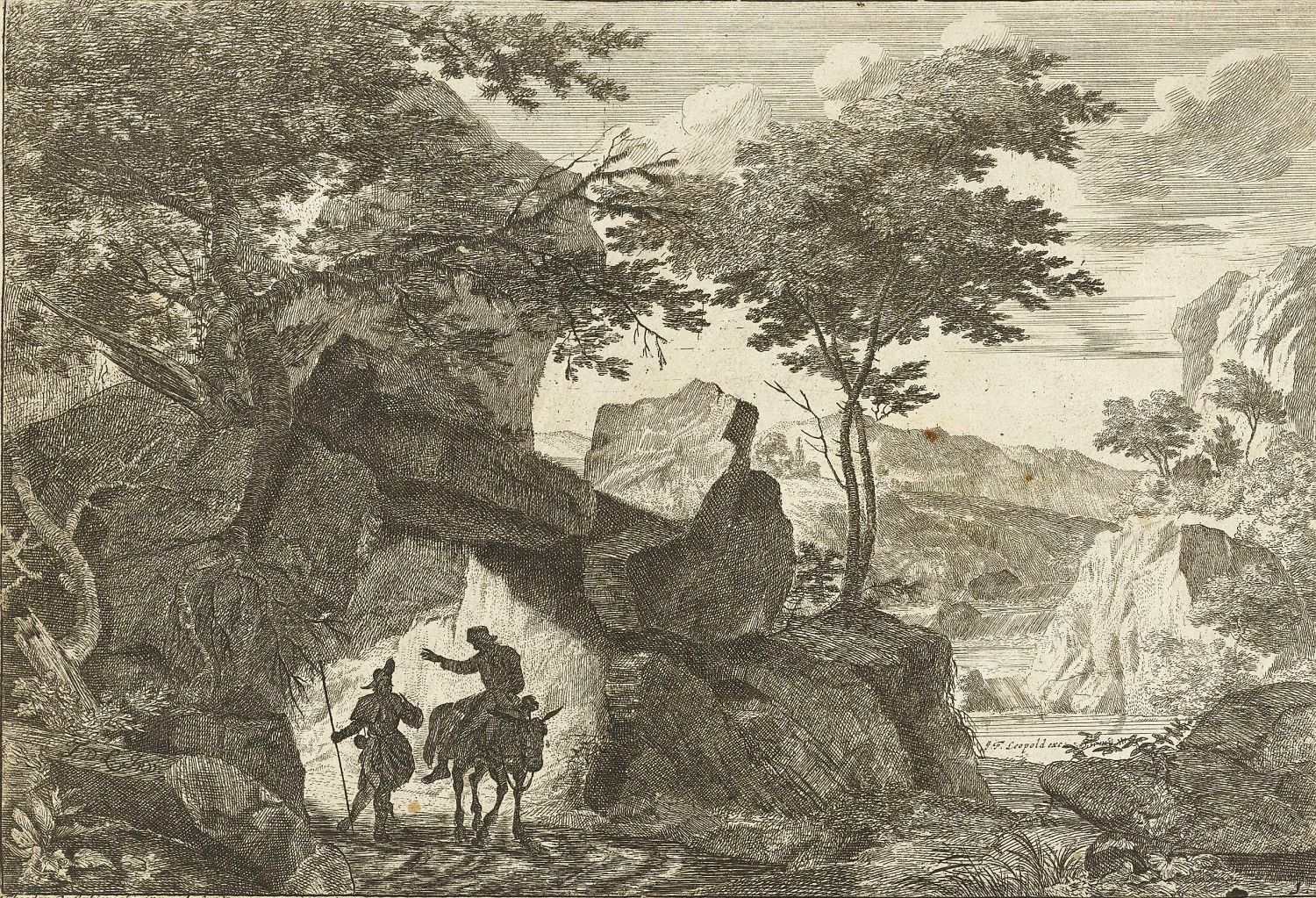
„Peisaj montan cu doi călători”
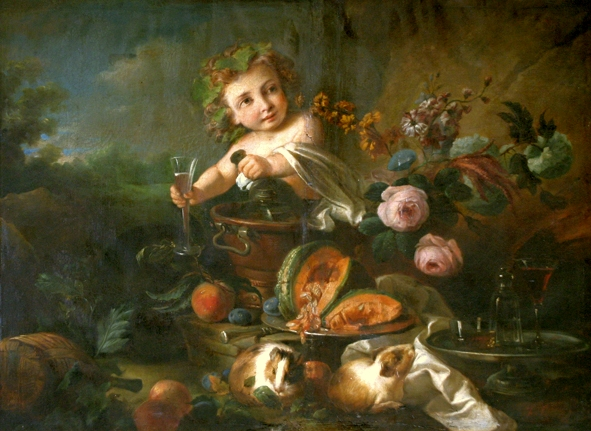
„Tânărul Bachus”
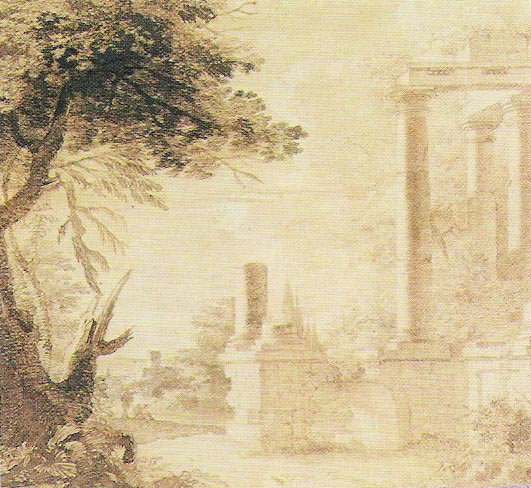
„Peisaj clasic”
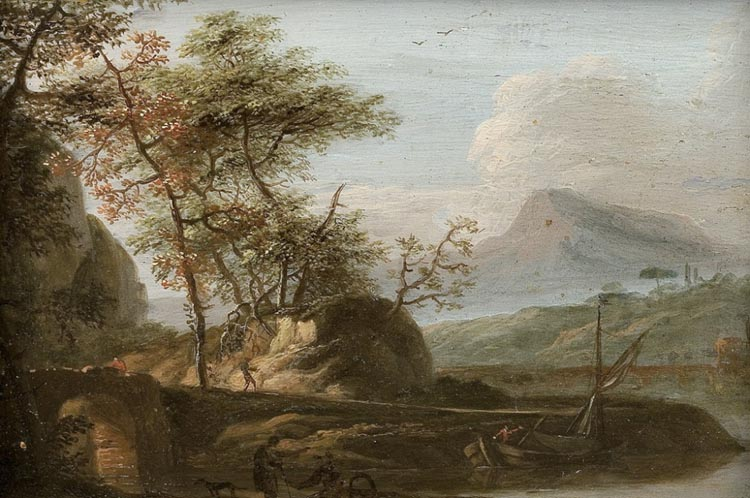
„Peisaj cu o barcă şi oameni”